# Guido Schilling (Headhunter)
Guido Schilling (* 1959 in Leibstadt) ist ein Schweizer Headhunter. Er ist Herausgeber des Schillingreports und seit 1987 Partner des Executive-Search Unternehmens «Guido Schilling AG.». Ausserdem ist er Co-Gründer und Verwaltungspräsident des Unternehmens Maag Music & Arts AG, das in Zürich Musicals und Shows auf die Bühne bringt.

## Leben und Wirken
Guido Schilling wurde in Leibstadt/AG in der Schweiz, geboren.
Nachdem er seine Ausbildung zum Betriebsökonom abgeschlossen hatte, war er in internationalen Unternehmen tätig. Zuerst im Verkauf, später in einer Führungsfunktion mit P&L-Verantwortung. Im Jahr 1987 trat Schilling als Partner in das Executive-Search Unternehmen ein, das heute unter dem Namen «Guido Schilling AG» bekannt ist. 2010 gründete er die schilling partners AG als Nachfolgeorganisation, die heute von seinen Partnern erfolgreich weitergeführt wird. Seit einigen Jahren gewann Schilling Partners AG mehrmals die Auszeichnung «Beste Personal Dienstleister» der Handelszeitung.
Von 1987 bis 1997 war Schilling ausserdem als Dozent und Prüfungsexperte zu den Fachgebieten Marketing und Mitarbeiterführung tätig.

## Schillingreport
2006 publizierte Schilling erstmals den Schillingreport, der jährlich die Zusammensetzung von Verwaltungsrat und Geschäftsleitung der 100 grössten Schweizer Arbeitgeber sowie des öffentlichen Sektors untersucht. Zudem wird im Schillingreport alle 2 Jahre der «Gender Diversity» report, der die Geschlechterverteilung auf allen Führungsstufen im öffentlichen und privaten Sektor der grössten Arbeitgeber transparent macht.

## Engagement
Von 1993 bis 1999 warSchilling als Präsident der Swiss Marketing Trophy (heute bekannt als Marketing Excellence Award) tätig, bei der jährlich die besten Marketingleistungen ausgezeichnet werden.
Schilling ist Mitglied in verschiedenen Fachgremien und Organisationen und unterrichtet als Gastdozent zu Führung, Personalmanagement und Corporate Governance an den Universitäten St. Gallen und Zürich sowie am Rochester Institut, Bern und an der Executive School of Management, Technology and Law (ES-HSG) in St. Gallen. Über 10 Jahre hat Schilling sich im Stiftungsrat der Stiftung Arbeitskette engagiert. Die Stiftung hat das Ziel psychisch leistungsbeeinträchtigte Jugendliche und Erwachsene im Arbeitsprozess zu unterstützen.

## Publikationen
Seit 2006 publiziert Schilling jährlich den Schillingreport, in dem er die Zusammensetzung von Verwaltungsräten und Geschäftsleitungen der 100 grössten Schweizer Arbeitgeber sowie des öffentlichen Sektors untersucht.
Der Schillingreport wird in Fachzeitschriften und Medien veröffentlicht und trägt zur Diskussion und Weiterentwicklung von Personalstrategien bei.

## Maag Music & Arts AG
Neben seiner beruflichen Tätigkeit engagiert sich Schilling auch für soziale Projekte und setzt sich für die Förderung von Bildung und Kultur ein. Unter anderem gründete er zusammen mit Darko Soolfrank die Maag Music & Arts AG (seit 2024 Maag Moments), die in der Maag Halle domiziliert ist. In den letzten 30 Jahren produzierte er als Co-Produzent zahlreiche Musicals wie z. B. Space Dream, Ewigi Liebi oder Schweizermacher sowie die Schweizer Version von «Sister Act»mit.